# 思源路站
思源路站是天津地铁5号线的地铁站，位于中华人民共和国天津市河北区小红星路与思源路交叉口东南侧，于2018年10月22日开通。

## 车站结构

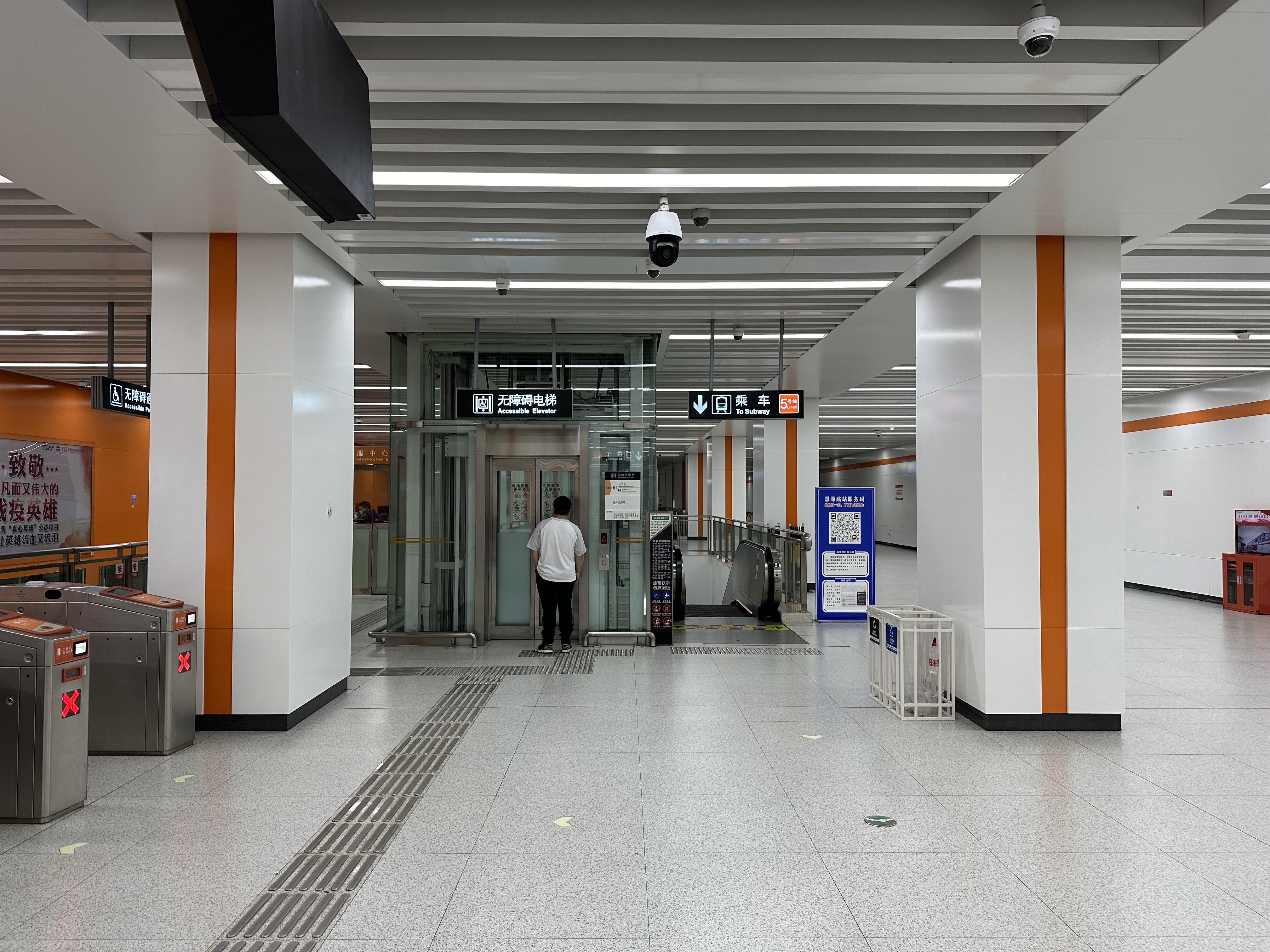
站厅

思源路站位于小红星路与思源路交叉口东南侧，呈东西走向，为地下两层岛式站台车站，车站长191.08米，宽20.7米，车站地下一层为站厅层，地下二层为站台层，站台设置全高站台门。
| 地面              | 出入口 | A出入口 |
| 地下一层          | 站厅   | 客服中心、自动售票机、验票机                                                                                      |
| 地下二层          | 站台   | \| \| \| █ 5号线往北辰科技园北（志成路） \| \| 島式 · 開左邊车门 \| \| \| \| \| \| █ 5号线往京华东道（建昌道） \| |
|                   |        | █ 5号线往北辰科技园北（志成路）                                                                                   |
| 島式 · 開左邊车门 |        | |
|                   |        | █ 5号线往京华东道（建昌道）                                                                                       |

## 车站出口
思源路站目前仅开放1个出入口，各出口及周围设施如下所示：
|                                      |      |          |                      |
| 出口编号                             | 照片 | 地点     | 可到达目的地         |
| 出口 · A · 升降机标志 · 扶手电梯标志 |      | 小红星路 | 思源公园，富瀛洲花园 |
| 註： 設有 \| 設有扶手電梯            |      |          |                      |

## 换乘交通
| 公共汽车线路 \| 编号 \| 编号 \| 线路 \| 线路 \| 线路 \| 收费 \| 运营商 \| 备注 \| \| ---- \| ---- \| -------------- \| ---- \| ------------ \| ---- \| ---------- \| -------- \| \| \| 27 \| 天津站（A4-2） \| ⇆ \| 淮河道公交站 \| 2元 \| 公交一公司 \| 合并原 6 \| \| \| 675 \| 海光寺地铁站 \| ⇆ \| 未来城公交站 \| 2元 \| 巴士实业 \| \| |      |                |      |              |      |            |          |
| 编号 | 编号 | 线路           | 线路 | 线路         | 收费 | 运营商     | 备注     |
| | 27   | 天津站（A4-2） | ⇆    | 淮河道公交站 | 2元  | 公交一公司 | 合并原 6 |
| | 675  | 海光寺地铁站   | ⇆    | 未来城公交站 | 2元  | 巴士实业   |          |

| 编号 | 编号 | 线路           | 线路 | 线路         | 收费 | 运营商     | 备注     |
| ---- | ---- | -------------- | ---- | ------------ | ---- | ---------- | -------- |
|      | 27   | 天津站（A4-2） | ⇆    | 淮河道公交站 | 2元  | 公交一公司 | 合并原 6 |
|      | 675  | 海光寺地铁站   | ⇆    | 未来城公交站 | 2元  | 巴士实业   |          |

## 车站历史
本站工程名为思源道站，正式站名为思源路站，以车站北侧的思源路命名。
- 2018年10月22日，车站随5号线通车开通[1]。